# شيريل ووماك
شيريل ووماك (بالإنجليزية: Cheryl Womack)‏ هي سيدة أعمال أمريكية، ولدت في 31 ديسمبر 1950.